# Национални парк Чарин
Национални парк Чарин ( каз. Шарын ұлттық табиғи паркі ) званично, Национални парк природе Чарин је национални парк у Казахстану, који се протеже дуж реке Чарин, укључујући и кањон ријеке. За Кањон, са танко раслојеном црвеном седиментном стеном, каже се да подсећа на Велики кањон у САД; међутим је мањи - 50 km од краја до краја. Налази се око 200 km источно од града Алмати .   Парк је основан 2004. године да би заштитио геолошке атракције кањона, еколошку крхкост речног и пустињског система (укључујући реликтне гајеве согдијанског пепела) и околна археолошка налазишта. 

## Топографија
Дубина кањона достиже 370 метара, а основа му је приближно 1.100 метара надморске висине. 
За различита подподручја парка предвиђена су четири нивоа заштите: подручје резервата (9427,5 хектара), зона стабилизације животне средине (13.147,3 хектара), подручје туризма и рекреације (77.739 хектара) и зона ограничене економске активности (26.736,2 хектара).

## Клима
Клима је „Хладна полуаридна клима“ (Кепенова класификација БСк) и одликује се топлим, сувим летима са хладним зимама и 312 мм падавина годишње (максимум лети). Просечна температура се креће од -10,7 °C у јануару до 19,5 °C у јулу.  

## Биљке и животиње
Унутар парка налази се Чарин јасенов гај, остатак некадашњег дугог шумског појаса дрвећа согдијанског јасена ( Fraxinus sogdiana  ) које се ширило северним обронцима планина Тјан Шен још у доба палеогена. 
Научници су у парку забележили  32 врсте сисара, 18 врста гмизаваца, 4 врсте водоземаца, 100 врста птица и преко 1.000 врста биљака, од којих 50 спада у групу ретких или ендемичних.

## Туризам
У парку постоје три туристичке руте:
- Чарин јасенов гај . Поред стазе, ту су и куће за госте и „сеоска кућа“ са 100 места за седење.
- Долина замкова . Долина двораца своје име добија по облицима стенских формација у малом бочном кањону од главног тока реке Чарин, с погледом на главни кањон. Седиментни слојеви укључују наранџасто-сиве глине, лапор и пешчаре. Приступ је са 10 km земљаног пута, са три паркинг места на локацији. Доступна је храна у две рекреативне сјенице и пет јурти за одмор.
- Гробља и гробнице . To је подручје раштрканих археолошких налазишта.